# Robert Halloran (natation)
Pour les articles homonymes, voir Robert Halloran.
Robert Halloran est un nageur. Il complète deux compétitions lors des Jeux olympiques d'été de 1932 à Los Angeles.
Halloran meurt le 25 juillet 1936 en sautant du quatrième étage de sa maison.